# بالا را نگاه نکن (فیلم ۱۹۹۶)
بالا رو نگاه نکن (به انگلیسی: Don't Look Up) یک فیلم سینمایی ژاپنی محصول سال ۱۹۹۶ در ژانر فیلم ترسناک به کارگردانی هیدئو ناکاتا است.
این فیلم توسط هیدئو ناکاتا در حالی که سعی در تأمین بودجه تولید فیلم مستندش دربارهٔ کارگردان جوزف لوسی داشت ساخته شد، این موفقیتی در ژاپن نداشت، اما باعث بازسازی یک نسخه انگلیسی زبان در سال ۲۰۰۹ شد. این فیلم همچنین بر انتخاب‌های خلاقانه ناکاتا برای فیلم محبوب خود حلقه (فیلم ۱۹۹۸) تأثیر گذاشت.
بیشتر فیلم در مراحل متروکه نیکاتسو فیلمبرداری شده‌است. 

## انتشار فیلم
این فیلم به مدت شش هفته در یک نمایش محدود در ژاپن اکران شد.  هیدئو ناکاتا اظهار داشت که فقط حدود ۸۰۰ نفر در این نمایش‌ها شرکت کردند.  در ۶ مارس ۱۹۹۶ به صورت ویدیویی در ژاپن منتشر شد. 